# David Hillis
David Hillis (* 1785 im Washington County, Pennsylvania; † 8. Juli 1845 in Madison, Indiana) war ein US-amerikanischer Politiker. Zwischen 1837 und 1840 war er Vizegouverneur des Bundesstaates Indiana.

## Werdegang
Über die Jugend und Schulausbildung von David Hillis ist nichts überliefert. Während des Britisch-Amerikanischen Krieges diente er in einer Kompanie von Rangers. Später wurde er Bauingenieur und Landvermesser. In dieser Eigenschaft vermaß er Gebiete im nördlichen Teil des Staates Indiana, in Michigan und Illinois. Dann wurde er im Jefferson County beisitzender Richter.  Politisch schloss er sich der Whig Party an. Zwischen 1823 und 1830 gehörte er mit einer einjährigen Unterbrechung dem Repräsentantenhaus von Indiana an; von 1832 bis 1837 saß er im Staatssenat.
1837 wurde Hillis an der Seite von David Wallace zum Vizegouverneur von Indiana gewählt. Dieses Amt bekleidete er zwischen dem 6. Dezember 1837 und dem 9. Dezember 1840. Dabei war er Stellvertreter des Gouverneurs und Vorsitzender des Staatssenats. Nach dem Ende seiner Zeit war er von 1842 bis 1845 noch einmal Abgeordneter im Repräsentantenhaus von Indiana. Er starb am 8. Juli 1845 in Madison.